# Gertrude Ederle
Gertrude Caroline "Trudy" Ederle, född 23 oktober 1905 i New York, död 30 november 2003 i Wyckoff, var en amerikansk simmare, olympisk guldmedaljör och den första kvinnan i historien att simma över Engelska kanalen. Pressen kallade henne för "Vågornas drottning".

## Biografi
Ederle blev olympisk guldmedaljör på 4x100 meter frisim vid sommarspelen 1924 i Paris. Hon vann sammanlagt tre olympiska medaljer vid sommarspelen 1924: ett guld och två brons. Under sin karriär satte hon 9 världsrekord - det första vid 12 års ålder.
År 1926 blev hon den första kvinnan i historien att simma över Engelska kanalen, från Frankrike till England. Endast fem män hade klarat att simma över kanalen före Ederle. Enrique Tiraboschi hade den bästa tiden, på 16 timmar och 33 minuter. Ederle gick upp på stranden vid Kingsdown, England, efter 14 timmar och 34 minuter, trots ogynnsamt väder. När Ederle återvände till USA möttes hon av en parad på Manhattan. 
Ederle spelade sig själv i filmen Swim Girl, Swim från 1927.
Ederle hade dålig hörsel sedan barndomen på grund av mässling, och på 1940-talet var hon nästan helt döv. Hon lärde barn med hörselnedsättningar att simma.
Hon gifte sig aldrig. Den 30 november 2003 dog Gertrude Ederle i Wyckoff, New Jersey, vid 98 års ålder. Hon ligger begravd på Woodlawn Cemetery i Bronx, New York.

## Eftermäle
Gertrude Ederle Recreation Center i New York är uppkallat efter Ederle.
Filmen Young Woman and the Sea, från 2024, kommer handla om Ederle. Filmen baseras på boken med samma namn av Glenn Stout.